# Muhammad Chodábende
Zillulláh Abú-l-Muzaffar Sultán Muhammad Chodábende Šáh (persky سلطان محمد خدابنده‎ ; 1531 – před červencem 1596) byl perský šáh z dynastie Safíovců panující v letech 1577–1587. Jeho otcem byl šáh Tahmásp I. (vládl 1524–1576), bratrem šáh Ismá‘íl II. (1576–1577).
Vláda šáha Chodábenda, někdejšího guvernéra provincie Fárs (1571–1577), stojí ve znamení zdlouhavé války s osmanskými Turky, která se pro Peršany vyvíjela velmi nepříznivě. Pod vedením Osmana Paši, vojevůdce Murada III., ohrožovali Turci z bývalé safíovské metropole Tabrízu celý severozápad říše. Šáhův syn Hamzá sice proti nim podnikl úspěšný protiútok, avšak jiný ze synů, Abbás, se v téže době vzbouřil, obsadil město Kazvín, kde se Muhammad Chodábende zdržoval, a sám převzal vládu. Šáh, který rezignoval na trůn, strávil zbytek života v ústraní.